# Intranet
 (janvier 2021).
Si vous disposez d'ouvrages ou d'articles de référence ou si vous connaissez des sites web de qualité traitant du thème abordé ici, merci de compléter l'article en donnant les références utiles à sa vérifiabilité et en les liant à la section « Notes et références ».
Un intranet est un réseau informatique privé utilisé par les employés d'une entreprise ou de toute autre entité organisationnelle et qui utilise les mêmes protocoles qu'Internet (TCP, IP, HTTP, SMTP, IMAP, etc.). Cette utilisation n'est pas nécessairement locale, un intranet pouvant s'étendre à travers le réseau étendu (WAN).
Par opposition, un réseau extranet ne se limite pas au réseau interne à l'organisation et peut s'interconnecter avec ses partenaires commerciaux ou ses parties prenantes.
Parfois, le terme se réfère uniquement au site web interne de l'organisation, mais c'est souvent une partie bien plus importante de l'infrastructure informatique d'une organisation.

## Définition
Dans les grandes entreprises, l'intranet fait l'objet d'une gouvernance particulière en raison de sa pénétration dans l'ensemble des rouages des organisations et de la sécurité nécessaire à sa circonscription à l'entreprise. Les grands chantiers de l'intranetisation des entreprises sont :
- la rapidité des échanges de données, qui engendre une diminution des coûts de gestion ;
- l'accessibilité des contenus et services ;
- l'intégration des ressources ;
- la rationalisation des infrastructures.

Le concept d'intranet rejoint de plus en plus les projets de poste de travail[réf. souhaitée]. Pour répondre aux besoins des utilisateurs dans leurs situations de travail professionnelles, l'intranet doit être conçu selon trois principes fondamentaux :
- toutes les ressources informatiques doivent être référencées et rendues accessibles aux ayants droit à partir d'un serveur Web [réf. souhaitée] ; chaque ressource doit être associée à un groupe d'utilisateurs habilités d'une part et à un profil d'intérêt d'autre part ;
- tout utilisateur doit être identifié et authentifié dans un seul référentiel (ou annuaire d'entreprise LDAP) pour l'accès à l'ensemble des ressources ; dès l'authentification assurée, l'intranet doit être en mesure de propager la session de l'utilisateur pendant toute son activité sans qu'il ait besoin de s'identifier à nouveau (Cf. CAS, SSO) ;
- des mécanismes de mises en avant (profiling) et d'alertes doivent être mises en place pour pousser l'information pertinente vers l'utilisateur et rendre ainsi plus efficace l'utilisation des ressources.

Les projets intranet sont devenus au fil du temps de véritables projets de systèmes d'information et plus seulement des outils de communication interne.
Selon Indus Khaitan, un « Writable Intranet » est similaire au concept de l'entreprise 2.0, ainsi des moteurs wiki comme MediaWiki en rendant éditable l'intranet peuvent devenir une composante du Web 2.0 dans l'entreprise.

## Architecture
Généralement, un réseau intranet possède une architecture clients/serveur(s) n tiers qui repose sur tout ou partie des composants suivants :
- Serveur(s) de fichiers, NAS, SAN (pour le partage des données) ;
- Serveur(s) http de l'intranet (semblable(s) à un serveur web) ;
- Serveur(s) de bases de données (pour le stockage des informations) ;
- Serveur(s) de messagerie (pour l'échange de courriers électroniques ou la messagerie instantanée) ;
- Serveur(s) d'authentification (pour l'identification des utilisateurs et le stockage des annuaires) ;
- Serveur(s) et logiciel client de supervision réseau/systèmes (le protocole SNMP est généralement utilisé pour obtenir des informations sur le statut des différents composants du réseau) ;
- Serveur(s) de vidéoconférence ;
- Switches, routeurs, pare-feu (éléments de l'infrastructure) ;
- Serveur(s) d'application(s) qui prennent en charge tout ou partie de fonctions spécifiques de l'entreprise ou de l'organisation (gestion des congés, gestion des notes de frais… ). Avec le développement du SaaS (Logiciel en tant que service), de très nombreuses applications et progiciels de gestion intégrés (ERP) sont déployés et accessibles par l'intranet de l'entreprise.

L'intranet d'une entreprise correspond souvent à la partie visible du système d'information d'une entreprise.
Il est généralement indépendant et hors « zone démilitarisée » (DMZ), et au cas où il est connecté au réseau mondial Internet cela doit être fait via une ou plusieurs passerelles et surtout un ou des pare-feu (firewall) qui l'isolent sur le plan de la sécurité.
Les fonctionnalités offertes aux utilisateurs d'un intranet ont tendance à être rassemblées via un portail web (qui s'affiche dans un navigateur web, comme Firefox, Internet Explorer, Opera ou encore Google Chrome).
Le partage et stockage des fichiers sur un intranet s'effectue de façon privilégiée sur un CMS, un NAS (Network Attached Storage) ou SAN (Storage Area network) ou encore via WebDAV qui formera une partie dédiée du réseau interne.

## Avantages
- Travail des employés : L'intranet aide les employés à trouver et à visualiser rapidement des informations dans des documents électroniques et des applications pertinentes dans leurs domaines de compétences. Via une interface plus légère et plus intuitive (Navigateur web, Applet Java, AIR, RIA), les utilisateurs peuvent accéder aux données de n'importe quelle base de données qu'une organisation veut rendre disponible, n'importe quand, de n'importe où, augmentant par là même l'efficacité des employés dans leur travail.
- Communication : L'intranet est un puissant moyen de communication à l'intérieur d'une organisation, verticalement et horizontalement.
- Publipostage Web : l'utilisation d'intranet permet aux informations d'être publiées par des liens au-delà du simple hypertexte.
- Organisation et business : L'intranet est aussi utilisé comme une plateforme pour développer et déployer des applications de support aux transactions informatiques utilisées à des fins financières et décisionnelles, par delà l'entreprise interconnectée…

## Place de l'intranet dans l'ingénierie des connaissances
Le métier qui consiste à organiser le partage des connaissances des employés et des dirigeants dans une entreprise s'appelle l'ingénierie des connaissances.
L'intranet constitue une partie de l'infrastructure technique d'un réseau qui permet de développer le travail collaboratif et les projets d'ingénierie des connaissances (knowledge management en anglais).
Un ou plusieurs intranets peuvent être employés pour structurer les communautés de pratique.